# A&G REQUEST デジスタ
『A&G REQUEST デジスタ』（エーアンドジー リクエスト デジスタ）は、超!A&G+で2009年4月11日から2011年10月1日まで放送されたデジタルラジオ番組。
2011年10月に『超!A&G+ デジスタ』に改題され、パーソナリティ交代を含むリニューアルされた。放送は毎週土曜日17時から20時までの3時間番組で、アニメソングのリクエストによる生放送のラジオ番組。

## 概要
パーソナリティ
- 日笠陽子（ひよっち）
- 大亀あすか（かめちゃん）

日笠と大亀にとっては、本番組が初の生放送である。なお、2011年10月1日放送をもって番組を卒業することが9月10日放送分で発表された。

### 放送時間
2009年4月11日 -
- 毎週土曜日：17:00 - 20:00（生放送）
- リピート放送なし。

### 番組内容
- リスナーから寄せられたアニメソングリクエストを時間の限り紹介する。 番組は17時台の「TERM-1」、18時台の「TERM-2」、19時台の「TERM-3」からなっており、週替わりでゲストコーナーや特集コーナーにあてられている。TERMを跨いでの特集、2TERM分使ってゲストを2組迎え入れることや、3TERM通してオールリクエスト、2TERM使って番組特別企画を組むこともある。基本的に簡易動画配信は行われないが一部企画は動画配信されることもある。
- リクエストは生放送で曲をかけることができなかった場合でもスタッフが保存しており、一度リクエストするとストックされている。この方式は地上波文化放送ナイターオフシーズン平日に放送されていた『竹内靖夫の電リク・ハローパーティー』と同様である。

## 主なタイムテーブル
- 基本的には下記のタイムスケジュールで進行されている。

17時台
17:00：オープニング（今日の番組メニュー、1曲目のリクエスト）
17:10：TERM-1（ゲストコーナーor企画、リクエスト曲紹介）
17:40頃：ふつおたメール・リクエスト曲紹介
17:55頃：17時台クロージングコーナー
17:59：中CM
18時台
18:00：18時台オープニング
18:02：18時台最初のリクエスト曲紹介（ゲストが登場するときは時間の都合上カットされる場合もある。）
18:10：TERM-2
18:30頃：リクエスト曲紹介
18:55頃：18時台クロージングコーナー
18:59：中CM
19時台
19:00：19時台オープニング　
19:02：19時台最初のリクエスト曲紹介
19:10：TERM-3
19:35頃：リクエスト曲紹介
19:52頃：ラストナンバー
19:55頃：エンディング・来週の予告

### フロート番組
フロート番組が18時台で放送されている。
- 堀川りょうの声優への道（2010年4月 - 8月、ラジオ大阪制作）
- 転ばぬ咲のtwo way（2010年10月 - 2011年4月）

## ゲスト
| 回数    | 放送日         | ゲスト出演者        | ゲスト出演者   | ゲスト出演者                                            |
| 回数    | 放送日         | 17時台・TERM-1      | 18時台・TERM-2 | 19時台・TERM-3                                          |
| ------- | -------------- | ------------------- | -------------- | ------------------------------------------------------- |
| 第2回   | 2009年4月18日  |                     | 加賀美セイラ   |                                                         |
| 第3回   | 2009年4月25日  | 野中藍              |                | 橋本みゆき                                              |
| 第5回   | 2009年5月9日   |                     | angela         | ナイトメア                                              |
| 第6回   | 2009年5月16日  |                     | 小川真奈       | 中村優                                                  |
| 第7回   | 2009年5月23日  | 中島愛              |                | 富田麻帆                                                |
| 第8回   | 2009年5月30日  |                     |                | 桑谷夏子                                                |
| 第9回   | 2009年6月6日   |                     |                | 下田麻美                                                |
| 第11回  | 2009年6月20日  | 竹達彩奈&巽悠衣子   | May'n          |                                                         |
| 第12回  | 2009年6月27日  | Taja                |                |                                                         |
| 第14回  | 2009年7月11日  | 大河元気            |                |                                                         |
| 第16回  | 2009年7月25日  | 石川智晶            |                | 下川みくに                                              |
| 第17回  | 2009年8月1日   | ワカバ              |                |                                                         |
| 第18回  | 2009年8月8日   |                     | 飯塚雅弓       |                                                         |
| 第19回  | 2009年8月15日  | 竹達彩奈            | 竹達彩奈       | 竹達彩奈                                                |
| 第20回  | 2009年8月22日  | Suara               |                |                                                         |
| 第21回  | 2009年8月29日  |                     |                | m.o.v.e                                                 |
| 第23回  | 2009年9月12日  | JIMANG              | タイナカサチ   |                                                         |
| 第24回  | 2009年9月19日  |                     | 早見沙織       |                                                         |
| 第26回  | 2009年10月3日  | 中原麻衣            |                |                                                         |
| 第27回  | 2009年10月10日 | 佐藤聡美            | 佐藤聡美       |                                                         |
| 第28回  | 2009年10月17日 |                     | 高垣彩陽       | 小川真奈                                                |
| 第29回  | 2009年10月24日 | Kalafina            | 彩音           |                                                         |
| 第30回  | 2009年10月31日 |                     |                | 豊崎愛生                                                |
| 第31回  | 2009年11月7日  |                     |                | 明坂聡美                                                |
| 第34回  | 2009年11月28日 | ルミカ              |                |                                                         |
| 第35回  | 2009年12月5日  | 大亀あすか          |                |                                                         |
| 第36回  | 2009年12月12日 | 川嶋あい            |                | 森久保祥太郎                                            |
| 第37回  | 2009年12月19日 | 吉田仁美            |                |                                                         |
| 第41回  | 2010年1月16日  |                     | 樹海           |                                                         |
| 第42回  | 2010年1月23日  |                     |                | 戸松遥                                                  |
| 第43回  | 2010年1月30日  |                     |                | 高橋広樹                                                |
| 第45回  | 2010年2月13日  | 矢作紗友里          | 矢作紗友里     | 矢作紗友里                                              |
| 第46回  | 2010年2月20日  | AyaRuka             |                | 野水伊織                                                |
| 第47回  | 2010年2月27日  | Mille Face          | 中村繪里子     |                                                         |
| 第52回  | 2010年4月3日   |                     | らっぷびと     |                                                         |
| 第54回  | 2010年4月17日  | 巽悠衣子            |                | 吉岡亜衣加                                              |
| 第57回  | 2010年5月8日   |                     |                | 鷲崎健                                                  |
| 第58回  | 2010年5月15日  |                     |                | 森久保祥太郎                                            |
| 第59回  | 2010年5月22日  | 水野佐彩            |                |                                                         |
| 第62回  | 2010年6月12日  | バニラビーンズ      |                |                                                         |
| 第63回  | 2010年6月19日  | 高橋洋子            |                | MM3                                                     |
| 第65回  | 2010年7月3日   | mao                 |                |                                                         |
| 第66回  | 2010年7月10日  |                     |                | 浅沼晋太郎                                              |
| 第68回  | 2010年7月24日  | azusa               |                |                                                         |
| 第69回  | 2010年7月31日  |                     |                | ELISA                                                   |
| 第71回  | 2010年8月14日  | motsu (m.o.v.e)     |                |                                                         |
| 第75回  | 2010年9月11日  |                     |                | heidi.                                                  |
| 第76回  | 2010年9月18日  | 黒崎真音            |                | 桃井はるこ                                              |
| 第77回  | 2010年9月25日  | 中原麻衣            |                |                                                         |
| 第79回  | 2010年10月9日  | 上原れな            |                |                                                         |
| 第80回  | 2010年10月16日 |                     |                | motsu （m.o.v.e）                                       |
| 第83回  | 2010年11月6日  |                     |                | ゆいかおり                                              |
| 第84回  | 2010年11月13日 |                     |                | 寿美菜子                                                |
| 第85回  | 2010年11月20日 | AIRI（MAGIC PARTY） |                | 中村繪里子、田村睦心                                    |
| 第86回  | 2010年11月27日 |                     |                | 矢澤りえか                                              |
| 第87回  | 2010年12月4日  |                     |                | そらの少女TAI♪ （福原香織、野水伊織、美名、大亀あすか） |
| 第95回  | 2011年1月29日  |                     |                | 福圓美里、松崎亜希子                                    |
| 第96回  | 2011年2月5日   |                     |                | 麻生夏子                                                |
| 第98回  | 2011年2月19日  |                     |                | T-Pistonz+KMC（トン・ニーノ、KMC）                      |
| 第99回  | 2011年2月26日  |                     |                | yozuca*                                                 |
| 第101回 | 2011年3月19日  |                     |                | 米倉千尋                                                |
| 第103回 | 2011年4月2日   | ELISA               |                | ゆいかおり                                              |
| 第105回 | 2011年4月16日  |                     |                | LiSA                                                    |
| 第106回 | 2011年4月23日  |                     |                | 寿美菜子、後藤沙緒里                                    |
| 第107回 | 2011年4月30日  |                     | momo           |                                                         |
| 第109回 | 2011年5月14日  |                     |                | 伊藤かな恵                                              |
| 第110回 | 2011年5月21日  |                     |                | ワカバ                                                  |
| 第112回 | 2011年6月4日   |                     |                | kanon×kanon                                             |
| 第113回 | 2011年6月11日  |                     |                | 清水愛                                                  |
| 第114回 | 2011年6月18日  |                     |                | 北原沙弥香                                              |
| 第115回 | 2011年6月25日  |                     |                | そらの少女TAI♪                                          |
| 第117回 | 2011年7月9日   |                     |                | 金元寿子                                                |
| 第119回 | 2011年7月23日  |                     |                | 栗林みな実                                              |
| 第120回 | 2011年7月30日  |                     |                | 原田ひとみ                                              |
| 第121回 | 2011年8月6日   |                     |                | ヒャダイン                                              |
| 第122回 | 2011年8月13日  |                     |                | 浅沼晋太郎                                              |
| 第123回 | 2011年8月20日  |                     |                | 日高里菜、小倉唯                                        |
| 第126回 | 2011年9月10日  |                     |                | ULTRA-PRISM                                             |
| 第127回 | 2011年9月17日  |                     |                | yozuca*、rino                                           |
| 第128回 | 2011年9月24日  |                     |                | The Sketchbook                                          |

## エピソード
第9回（2009年6月6日）にて、番組の挨拶が「デジース!」に決定。
第11回（2009年6月20日）はTERM-1において、本番組の直前に放送された『竹達彩奈と巽悠衣子のkiss×sis公開生放送』から竹達彩奈と巽悠衣子が飛び入り参加した。2人が歌うOAD『kiss×sis』オープニングテーマ「ふたりの♥ハニーボーイ」もかけられた。
第12回（2009年6月27日）、ゲストのTajaがアルバム『Taja』より「夜と朝のはざま」と「One」の生演奏を披露。
第14回（2009年7月11日）はTERM-2・TERM-3において、日笠の誕生日記念として番組初の簡易動画配信を実施。特別企画「ひよっち誕生日SP!」としてTERM-2では料理、TERM-3ではプレゼントを賭けた7番勝負が行われた。
第17回（2009年8月1日）では、ゲストのワカバがシングル「星の降る街／君が零れ落ちた夜」より「星の降る街」とシングル「ぎゅっと／もうちょい」より「ぎゅっと」の生演奏を披露した。
第19回（2009年8月15日）は文化放送サテライトプラスにて番組初の公開生放送が実施された。2回目の簡易動画配信も実施。ゲストの竹達彩奈は番組ゲストとしては初めてTERM-1の途中から放送終了まで参加した。
第20回（2009年8月22日）は日笠がTBSアニメフェスタ2009に出演する関係により欠席のため、番組は大亀単独パーソナリティで進められた。なお、TERM-2で1度だけ本人が出たがそれ以外は全て留守電だった。それによりエンディングで大亀が日笠に愚痴の留守番メッセージを残した。また、この回のTERM-2では生放送中にもかかわらずピザを注文した。
第23回（2009年9月12日）では、10月以降も番組が継続するという発表があったが、その際日笠には番組終了を告げる、大亀には番組継続を告げるという異なる原稿が渡されるドッキリが仕掛けられた。結果は番組継続を知り嬉しさのあまり大亀が泣き出してしまうことで大成功となる。
第37回（2009年12月19日）はTERM-2・TERM-3において大亀の誕生日記念として3回目の簡易動画配信を実施。特別企画「お誕生日スペシャル」として料理や大亀の大好物であるハマチを賭けた運試し対決が行なわれた。
第39回（2010年1月2日）は初の録音。さらに第91回（2011年1月1日）は収録番組となりこちらは収録にとっては初の簡易動画配信となった。
第41回より番組公式のTwitterを開始。
第47回のTERM-2ではゲストが『おどろき戦隊 モモノキファイブ』で日笠と共演している中村繪里子という事もあり、同番組で使用している楽曲を使った「萌え萌え戦隊デジスタファイブ 第47話：デジスタがモモノキになっちゃった」として放送された。当日はラジオ関西側のスタッフも訪れていた。なお、日笠には「デジスタファイブ」の件は伝えられていなかった。
第48回のTerm-2・3は第4回声優アワードの授賞式会場から生中継を行う。声優アワードの生中継での放送はテレビ・ラジオ等の媒体を問わず今回が初の試みである。なお、当日の放送において日笠は声優アワード授賞式出席（「放課後ティータイム」として歌唱賞受賞）のため番組を欠席した。
第72回（2010年8月21日）は文化放送サテライトプラスから公開生放送を実施、簡易動画配信も行なわれた。また番組内でマンガ化が発表された。作者は渡会けいじ。コミックマーケット79で文化放送ブースにて先行販売された。
第82回（2010年10月30日）はハロウィンの前日と言う事もあり、仮装して簡易動画配信を行った。

## デジスタ! アニソンシングルベスト50
デジスタでは半期ごとにリスナーからのリクエストや様々なデータを集計して作成した「デジスタ! アニソンシングルベスト50」を発表している。また、ランキング放送直前にはリスナーからの順位予想も行っている。
| 年（放送日） | 年（放送日）             | 歌手名 | 曲名（タイアップ）                                                  |
| ------------ | ------------------------ | --- | ------------------------------------------------------------------- |
| 2009年       | 上半期（2009年6月27日）  | 桜高軽音部［平沢唯・秋山澪・田井中律・琴吹紬］ （声：豊崎愛生、日笠陽子、佐藤聡美、寿美菜子）                           | 「Don't say "lazy"」（テレビアニメ『けいおん!』エンディングテーマ） |
| 2009年       | 下半期（2009年12月26日） | supercell | 「君の知らない物語」（テレビアニメ『化物語』テーマソング）          |
| 2010年       | 上半期（2010年6月26日）  | 放課後ティータイム［平沢唯・秋山澪・田井中律・琴吹紬・中野梓］ （声：豊崎愛生、日笠陽子、佐藤聡美、寿美菜子、竹達彩奈） | 「GO! GO! MANIAC」（テレビアニメ『けいおん!!』オープニングテーマ）  |
| 2010年       | 下半期（2010年12月25日） | 放課後ティータイム［平沢唯・秋山澪・田井中律・琴吹紬・中野梓］ （声：豊崎愛生、日笠陽子、佐藤聡美、寿美菜子、竹達彩奈） | 「NO,Thank You!」（テレビアニメ『けいおん!!』エンディングテーマ）   |
| 2011年       | 上半期（2011年07月02日） | 水樹奈々 | 「SCARLET KNIGHT」（テレビアニメ『DOG DAYS』オープニングテーマ）    |